# Scutiger boulengeri
Espèce
Synonymes
- Leptobrachium boulengeri Bedriaga, 1898
- Cophophryne alticola Procter, 1922
- Aelurophryne tainingensis Liu, 1950

Statut de conservation UICN

 LC  : Préoccupation mineure
Scutiger boulengeri est une espèce d'amphibiens de la famille des Megophryidae.

## Répartition
Cette espèce est endémique du centre de l'Asie. Elle se rencontre entre 3 300 et 5 270 m d'altitude :
- en Inde au Sikkim ;
- dans le centre-Nord du Népal ;
- dans le centre de la république populaire de Chine dans les provinces du Qinghai, du Gansu, Sichuan, au Yunnan et au Tibet.

## Étymologie
Cette espèce est nommée en l'honneur de George Albert Boulenger.

## Publication originale
- Bedriaga, 1898  : Wissenschaftliche Resultate der von N. M.. Prezewalski unternommenen Reisen. Zoologischer Theil. vol. III, part 1 Amphibien und Reptilien. Kaiserliche Akademie der Wissenschaften (texte intégral).